# Stinger
O Stinger é um coquetel duplo feito com a adição de creme de menta ao conhaque (embora as receitas variem). As origens do coquetel remontam aos Estados Unidos na década de 1890, e a bebida permaneceu amplamente popular na América até a década de 1970. Era vista como uma bebida da classe alta e teve um impacto cultural bastante amplo.

## História do coquetel
O Stinger foi originado por volta de 1890. O coquetel pode ter sido derivado do The Judge, um coquetel feito com conhaque, creme de menta e xarope simples encontrado no livro de coquetéis de William Schmidt de 1892, The Flowing Bowl. Tornou-se imediatamente popular na cidade de Nova York, e rapidamente tornou-se conhecida como uma bebida da "sociedade" (ou seja, apenas para as classes altas). De acordo com o barman Jere Sullivan no seu volume de 1930, The Drinks of Yesteryear: A Mixology, o Stinger permaneceu um componente crítico do repertório do barman até a Lei Seca.
O Stinger não foi inicialmente visto como um coquetel (ou seja, uma bebida servida antes do jantar), mas sim um digestivo (bebida após o jantar). Escrevendo nas décadas de 1910 e 1920, a "Hermione" do humorista Don Marquis (uma benfeitora fictícia da sociedade maluca) recusou-se a se referir ao Stinger como um coquetel, indicando o seu status na sociedade de classe alta. Com o tempo, porém, o Stinger passou a ser consumido como um coquetel.
O Stinger era uma bebida popular durante a Lei Seca americana, pois o creme de menta podia mascarar o sabor dos conhaques de qualidade inferior então disponíveis na época. O Stinger começou a perder o favor dos americanos no final da década de 1970, e não era um coquetel muito conhecido no início do século XXI.

## Receita
O Stinger é um coquetel duplo, na medida em que utiliza apenas dois ingredientes: uma aguardente e um licor. A receita clássica do Stinger usa três partes de conhaque e uma parte de creme de menta branco. No entanto, as receitas do Stinger variam, e algumas receitas pedem partes iguais de conhaque e creme de menta. A mistura foi originalmente agitada, embora as receitas modernas exijam que ela seja agitada com gelo rachado. As primeiras receitas exigiam que o Stinger fosse servido puro, mas desde o fim da Lei Seca nos Estados Unidos tornou-se mais comum que ele fosse servido sobre gelo picado. 
O cognac, um tipo de conhaque, foi identificado como a base do Stinger já em 1905 no suplemento de William "Cocktail" Boothby ao seu livro de 1900, American Bar-Tender. No século XXI, o cognac é o conhaque mais comumente usado, citado nas receitas do licor-base do Stinger.
Os guias coquetéis recomendam que seja servido num copo de coquetel direto, ou em ''Copos Rocks'' se servido com gelo.

### Variações
O Amaretto Stinger usa uma proporção de 3 para 1 de amaretto para creme de menta branco, enquanto um Irish Stinger usa partes iguais de Licor creme irlandês e creme de menta branco.
O Mexican Stinger substitui o conhaque por tequila.
A "Vodka Stinger", também conhecida como White Spider, usa vodca em vez de conhaque.
O White Way Cocktail, que celebra o teatro da Broadway, é um Stinger feito com gim em vez de conhaque.
Os mixologistas Oliver Said e James Mellgren citam um coquetel conhecido como Stinger Sour. É feito com uma proporção de 3 para 1 para 1 de bourbon, schnapps de hortelã e sumo de limão. Este coquetel não é tecnicamente um Stinger, uma vez que omite o creme de menta.

## Impacto cultural
A popularidade do Stinger em Nova Iorque foi tão grande que lendas urbanas atribuíram a génese do coquetel ao famoso milionário Reginald Vanderbilt. Foi ainda alegado que o Stinger era o coquetel favorito de Reginald Vanderbilt, e ele passava horas preparando-os para os seus convidados.
A reputação do Stinger como uma bebida da alta sociedade levou a sua aparição em vários romances famosos. James Bond e Tiffany Case têm, cada um, um Stinger no romance de Ian Fleming de 1956, Diamonds are Forever. O espião Alec Leamas bebe Stingers no romance de John le Carré de 1963, O Espião que Saiu do Frio.
A Vodca Stinger foi a bebida de eleição de Joanne na peça Company de Stephen Sondheim, com ela a apelar para uma na canção "The Ladies Who Lunch".
A bebida também foi apresentada no episódio da primeira temporada do Mad Men de 2007, "Nixon v. Kennedy", ambientado em 1960. O episódio traz Stingers feitos com rum Bacardi, já que a Bacardi foi patrocinadora da série.

O Stinger foi amplamente mencionado no cinema americano. O anjo Dudley (interpretado por Cary Grant) pede uma rodada de Stingers enquanto almoça com as senhoras da igreja no filme de 1947, The Bishop's Wife. O Stinger evoluido (usado com creme de menta verde em vez de branco) constitui um ponto de viragem no filme The Big Clock de 1948, quando George Stroud (Ray Milland) pede um e uma mulher aleatória no bar (Rita Johnson) sabe o nome dele. No filme de Humphrey Bogart e Gloria Grahame de 1950, In a Lonely Place, o exuberante amigo de Dix Steele, Charlie, pede um Stinger no bar de Paul antes da primeira cena de luta. No filme High Society de Bing Crosby e Frank Sinatra de 1956, o mordomo de Dexter-Haven oferece Stingers ao almoço para aqueles que se entregaram ao champanhe durante a festa da noite anterior. Cary Grant novamente ordena Stingers ("e faça com que eles continuem") enquanto ele tenta tolerar o balbucio da personagem Alice Kratzner (Jayne Mansfield) no filme de comédia de 1957 Kiss Them for Me. O Sr. Dobitsch (Ray Walston) instrui ao seu par parecida com Marilyn Monroe (Joyce Jameson) no filme The Apartment de 1960 para não derramar os copos dos Stingers que ela está a segurar quando eles saem do táxi e entram no apartamento de C.C. Baxter (Jack Lemmon) à noite para um encontro. No filme de Warren Beatty de 1975, Shampoo, na cena do jantar do Partido Republicano, Goldie Hawn diz: "Vou querer um stinger", ao que Tony Bill responde: "Antes do jantar?" No filme Gorky Park de 1983, William Hurt pede um Stinger e Brian Dennehy faz uma observação rude indicando que a bebida não é confiável.